# Stiepan Daniłow
Stiepan Pawłowicz Daniłow (ros. Степан Павлович Данилов, ur. 2 grudnia?/15 grudnia 1909 we wsi Korotowo w guberni nowogrodzkiej (obecnie w rejonie czerepowieckim w obwodzie wołogodzkim), zm. 24 maja 1945 pod Rygą) – radziecki lotnik, generał major lotnictwa, Bohater Związku Radzieckiego (1939).

## Życiorys
Urodził się w rodzinie chłopskiej. W 1930 skończył techniczną szkołę zawodową, później pracował jako tokarz metalowy i technik w zakładzie remontu parowozów w Jarosławiu. W 1931 został przyjęty do WKP(b), od czerwca 1931 służył w Armii Czerwonej, w 1933 skończył wojskową szkołę lotniczą w Stalingradzie (obecnie Wołgograd). Służył w 121 eskadrze lotnictwa myśliwskiego 95 Brygady Lotnictwa Myśliwskiego Sił Powietrznych Kaukaskiej Armii Czerwonego Sztandaru jako młodszy lotnik, dowódca klucza i dowódca oddziału, od 14 stycznia do 26 lipca 1937 brał udział w wojnie domowej w Hiszpanii, wykonując dziesiątki lotów bojowych. Od sierpnia do grudnia 1937 dowodził oddziałem lotniczym w Zakaukaskim Okręgu Wojskowym, później ukończył wyższe kursy lotnicze w Lipiecku i został dowódcą 44 pułku lotnictwa myśliwskiego 54 Brygady Lotnictwa Myśliwskiego w Leningradzkim Okręgu Wojskowym, a w lipcu 1939 dowódcą 56 pułku lotnictwa myśliwskiego. Od 17 lipca do 16 września 1939 jako dowódca 56 pułku lotnictwa myśliwskiego 1 Brygady Lotnictwa Myśliwskiego 1 Grupy Armijnej brał udział w bitwie nad Chałchin-Goł. Wykonał wówczas 60 lotów bojowych, w walkach powietrznych strącił osobiście 6 japońskich myśliwców i 2 bombowce. Dowodzony przez niego pułk wykonał wszystkie zadania bojowe i zniszczył łącznie 80 samolotów wroga. Walczył w wojnie z Finlandią 1939-1940 jako dowódca pułku lotnictwa myśliwskiego. W 1940 skończył kursy przy Akademii Sztabu Generalnego i został dowódcą 42 Brygady Lotnictwa Myśliwskiego, a w sierpniu 1940 dowódcą 3 Dywizji Lotnictwa Myśliwskiego w Leningradzkim Okręgu Wojskowym.
Od 22 czerwca 1941 uczestniczył w wojnie z Niemcami, od 19 lipca 1941 jako dowódca 7 Korpusu Lotnictwa Myśliwskiego Obrony Przeciwlotniczej Kraju w Leningradzie, broniąc miasta przed zmasowanymi niemieckimi nalotami i wspierając wojska lądowe. We wrześniu 1941 został dowódcą 5 Mieszanej Dywizji Lotniczej, od lutego do lipca 1942 był zastępcą dowódcy Sił Powietrznych 54 Armii Frontu Leningradzkiego, później dowodził 287 Dywizją Lotnictwa Myśliwskiego kolejno na Froncie Briańskim, Południowo-Wschodnim, Stalingradzkim, Południowym i Północno-Kaukaskim. Brał udział w bitwie pod Stalingradem, operacji rostowskiej, północno-kaukaskiej i krasnodarskiej. W lipcu 1943 objął dowództwo 11 Mieszanego Korpusu Lotniczego (od września 1944: 14 Korpusu Lotnictwa Myśliwskiego) 1 Armii Powietrznej/15 Armii Powietrznej, na czele którego walczył na Froncie Zachodnim, Nadbałtyckim, 2 Nadbałtyckim i Leningradzkim. Brał udział w bitwie pod Kurskiem, operacji orłowskiej, briańskiej, leningradzko-nowogrodzkiej, rzeczycko-dźwińskiej i nadbałtyckiej oraz w blokowaniu kurlandzkiego zgrupowania wroga. Podczas wojny z Niemcami wykonał 112 lotów bojowych i stoczył 23 walki powietrzne, strącając osobiście 3 samoloty wroga. Zginął w wypadku lotniczym podczas wykonywania obowiązków służbowych. Został pochowany w Rydze, później jego grób przeniesiono na Cmentarz Nowodziewiczy.

## Awanse
- porucznik (1936)
- kapitan (8 sierpnia 1937)
- major (2 lipca 1939)
- pułkownik (26 kwietnia 1940)
- generał major lotnictwa (28 maja 1943)

## Odznaczenia
- Złota Gwiazda Bohatera Związku Radzieckiego (17 listopada 1939)
- Order Lenina (17 listopada 1939)
- Order Czerwonego Sztandaru (27 lipca 1937)
- Order Suworowa II klasy (pośmiertnie, 29 czerwca 1945)
- Order Kutuzowa II klasy (8 kwietnia 1944)
- Order Wojny Ojczyźnianej I klasy (22 lutego 1943)
- Medal za Odwagę (14 listopada 1938)
- Order Czerwonego Sztandaru (Mongolska Republika Ludowa, 1939)